# 马克·康纳利

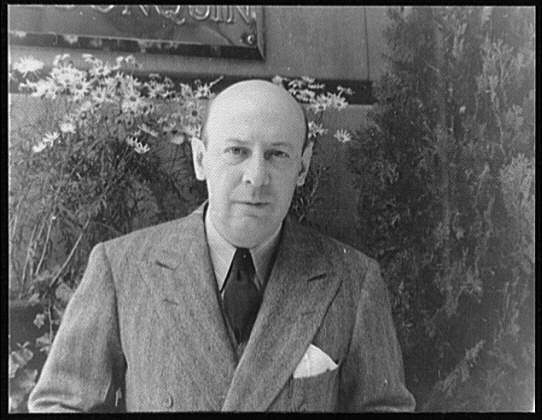
马克·康纳利

马克·康纳利（1890年12月13日 - 1980年12月21日）是美国剧作家、导演、制片人、表演者和作词家。他于1930年获得普利策戏剧奖。1946年至1950年期間他在耶鲁大学教授戏剧。